# Jorge Vásquez Salas
Jorge Vásquez Salas (Arequipa, 29 de abril de 1905 -  Lima, 1986) fue un abogado, catedrático universitario y político peruano. Fue alcalde de Arequipa (1960-1962); senador por Arequipa (1963-1968); y ministro de Relaciones Exteriores (1965-1967), durante el primer gobierno de Fernando Belaunde Terry. 

## Biografía
Nació en Arequipa, siendo hijo de Daniel Vásquez y María Salas. Cursó su educación secundaria en el Colegio de San José y la superior en la Universidad Nacional San Agustín de Arequipa. Uno de sus profesores fue José Luis Bustamante y Rivero. Se graduó de bachiller en Derecho, con la tesis "El Registro de la Propiedad Inmueble" y recibió el grado de doctor en Jurisprudencia en 1933 con la tesis "El imperialismo norteamericano en el caso del Perú y Colombia". Se recibió de abogado y ejerció su profesión en su ciudad natal.
Fue catedrático de Derecho Internacional Público y Economía Político en la Universidad de San Agustín, así como miembro de la Sociedad Peruano de Derecho Internacional y del Instituto Cultural Peruano-Británico. Colaboró en diversas publicaciones del Perú y del extranjero.
Fue síndico de gastos en el Concejo Municipal de Arequipa presidido por el doctor Julio Ernesto Portugal (1939-1942) y propulsor de las grandes obras que se realizaron con motivo del 4.º Centenario de la fundación de la ciudad (1940).
Fue delegado del Perú a la primera Asamblea General de las Naciones Unidas reunida en Londres en 1946, así como consultor jurídico del Ministerio de Relaciones Exteriores del Perú.

### Alcalde de Arequipa
Por Resolución Suprema de 12 de enero de 1960 fue nombrado alcalde de Arequipa. Habiéndose producido por entonces el terrible terremoto del 13 de enero de 1960, tuvo que dedicar gran parte de la inversión municipal a la reparación de los daños ocasionados en la ciudad.

### Senador por Arequipa
En las elecciones generales de 1963 fue elegido senador por Arequipa, formando parte de la lista de la coalición entre Acción Popular y la Democracia Cristiana, la llamada Alianza AP-DC. Su mandato legislativo, que debió culminar en julio de 1969, se truncó por el golpe de Estado del 3 de octubre de 1968.

### Ministro de Relaciones Exteriores
El 15 de septiembre de 1965 asumió como ministro de Relaciones Exteriores, integrando el gabinete Becerra del primer gobierno belaundista.
El 28 de setiembre de 1965 fue condecorado con la Orden El Sol del Perú en el grado de Gran Cruz.
En noviembre de 1965, representó al Perú en la 2.ª Conferencia Internacional Extraordinaria de países miembros de la Organización de Estados Americanos realizada en Río de Janeiro, con la finalidad de reformar parcialmente la Carta de dicha entidad. Por entonces, el Ecuador había iniciado una vasta campaña en contra del Protocolo de Río de Janeiro de 1942. En la sesión del 20 de noviembre, el canciller ecuatoriano Wilson Córdova sostuvo la tesis de la política de conquista del Perú en la guerra del 41, la pérdida de territorio ecuatoriano y la nulidad del Protocolo de 1942. Vásquez Salas calificó inmediatamente de «impertinente» esta intervención y en la siguiente sesión refutó las tesis ecuatorianas. Señaló la importancia y validez de dicho Protocolo, ratificado libremente por el Ecuador, el cual había aceptado y ratificado cumplirlo, pero que había variado inexplicablemente su posición a partir de los años 1950.
El 5 de diciembre de 1966 viajó a Montevideo como presidente de la delegación peruana a la 6.ª Conferencia Latinoamericano de Libre Comercio. Posteriormente, el 12 de febrero de 1967 viajó a Buenos Aires para participar en la 3.ª Conferencia Interamericana Extraordinaria.
El 7 de abril de 1967 se dirigió a Montevideo para tomar parte en una reunión de cancilleres, que sirvió de preámbulo a la cita de presidentes en Punta del Este. El 24 de mayo se presentó ante el Senado para informar de los pormenores de la mencionada cita. Dijo que el documento suscrito en Punta de Este no satisfacía las aspiraciones y anhelos de los pueblos latinoamericanos. En esa ocasión, el senador Mario Villarán, ex acciopopulista, le criticó ásperamente, y él le respondió de igual manera.
Permaneció al frente de la cancillería hasta el 8 de septiembre de 1967. Durante el gobierno militar del general Juan Velasco Alvarado adoptó una postura crítica abierta, sin temor a las represalias. En noviembre de 1968 se opuso a la anunciada reestructuración pública, aduciendo que no se podían crear ni suprimir ministerios sin antes haber hecho un estudio riguroso.